# Gare de Baziège
La gare de Baziège est une gare ferroviaire française, de la ligne de Bordeaux-Saint-Jean à Sète-Ville, située à proximité du centre-ville de Baziège, dans le département de la Haute-Garonne en région Occitanie.
Elle est mise en service en 1857 par la Compagnie des chemins de fer du Midi et du Canal latéral à la Garonne. C'est une halte voyageurs de la Société nationale des chemins de fer français (SNCF), desservie par des trains TER Occitanie circulant sur l'axe Toulouse - Narbonne - Perpignan.

## Situation ferroviaire
Établie à 166 mètres d'altitude, la gare de Baziège est située au point kilométrique (PK) 279,371 de la ligne de Bordeaux-Saint-Jean à Sète-Ville, entre les gares ouvertes de Montlaur et de Villenouvelle.
La gare possède toujours un faisceau de voies de débords d'où débute un embranchement particulier pour la desserte des silos de la Toulousaine de Céréales.

## Histoire
La Compagnie des chemins de fer du Midi et du Canal latéral à la Garonne fournit, en 1854, à la commune les plans de l'emprise du chemin de fer qui va traverser son territoire d'Ouest en Est . Le conseil municipal les étudie en août 1854. le piquetage et les travaux vont principalement se dérouler en 1856 et 1857. 
À la fin des travaux le conseil réagit car il estime que la Compagnie n'a pas tenu ses engagements concernant la remise en état des chemins latéraux.
La Compagnie du Midi met en service la section de Toulouse à Béziers et la gare de Baziège le 22 avril 1857. En 1858, Baziège est la 48e station du chemin de fer de Bordeaux à Cette, elle dessert cet important bourg commerçant de 1 707 habitants, située à 23 km de Toulouse, 280 km de Bordeaux et 197 km de Cette.
Quelques années plus tard, en 1879, le conseil municipal reconnaissant les apports du chemin de fer, demande au préfet d'autoriser l'ouverture des cafés jusqu'à 23 heures afin de permettre l'accueil des voyageurs des derniers trains de la journée. Il vote également un crédit de 120 francs pour l'installation d'un réverbère sur la voie qui relie le bourg à la gare.
En 2011, l'ancien bâtiment voyageurs est toujours présent, il n'est pas ouvert aux voyageurs de la halte SNCF.
En 2014, selon les estimations de la SNCF, la fréquentation annuelle de la gare était de 70 359 voyageurs.

## Fréquentation
De 2015 à 2022, selon les estimations de la SNCF, la fréquentation annuelle de la gare s'élève aux nombres indiqués dans le tableau ci-dessous :
| Année           | 2015   | 2016   | 2017   | 2018   | 2019   | 2020   | 2021   | 2022   | 2023    |
| --------------- | ------ | ------ | ------ | ------ | ------ | ------ | ------ | ------ | ------- |
| Voyageurs seuls | 74 680 | 67 474 | 68 316 | 50 573 | 55 961 | 52 111 | 72 192 | 94 556 | 104 508 |

## Service des voyageurs

### Accueil
Halte SNCF, c'est un point d'arrêt non géré (PANG) à entrée libre. Elle est équipée d'automates pour l'achat de titres de transport.
Une passerelle permet le passage d'un quai à l'autre.

### Desserte
Baziège est desservie par des trains régionaux TER Occitanie qui effectuent des missions entre les gares de :
- Toulouse-Matabiau - Carcassonne - Narbonne, à raison d'environ deux trains par heure en heures de pointe et d'un train par heure en heures creuses. Le temps de trajet est d'environ 25 minutes depuis Toulouse-Matabiau et 1 heure 15 minutes depuis Narbonne.
- Toulouse-Matabiau - Perpignan, à raison d'un train toutes les 2 heures. Le temps de trajet est d'environ 25 minutes depuis Toulouse-Matabiau et 2 heures 5 minutes depuis Perpignan. Certains trains sont prolongés au-delà de Perpignan, jusqu'à Cerbère voire Portbou le week-end.

### Intermodalité
Un parking pour les véhicules est aménagé. Elle est desservie par la ligne 204 du réseau Tisséo, et par la ligne 350 du réseau liO.

## Service des marchandises
Baziège est une gare Fret SNCF, code 611723, qui propose un « service limité aux transports par train sur installations terminales embranchées ». Cela concerne essentiellement des trains de céréales qui desservent l'embranchement de la société Toulousaine de Céréales.